# Nokia 5210
A Nokia 5210 egy csepp-, por- és ütésálló mobiltelefon amit a Nokia gyártott. 2002. első negyedévében jelentették be. Különlegessége a könnyen cserélhető Xpress-on burok, ami biztosította a telefon strapabíróságát. Ennek hatékonyságáról megoszlanak a vélemények. Monokróm kijelzőjét narancssárga LED-ek világítják meg. Extrái között szerepelt az infraport, stopper, hőmérő és öt játék (Snake II, Pairs II, Space Impact, Bantumi, Bumper). Az 5000-es szériában a Nokia 5100-as követte.

## Lásd még
- Csepp-, por- és ütésállóság

## Külső hivatkozások
- „Nokia 5210 nem színes kijelzös” - Leírás